# Ladin nyelv
A ladin nyelv (saját elnevezése l ladin vagy l lingaz ladin; nem tévesztendő össze a romans nyelv ladin változataival, sem a spanyol nyelv ladino változatával) rétoromán dialektus, amelyet az olaszországi Dolomitok vidékén, Dél-Tirolban mintegy 40 ezren beszélnek, a legtöbben kétnyelvűségben az olasszal, illetve a némettel. Dél-Tirol tartományban hivatalosan elismert regionális státusszal rendelkezik; több dialektusra oszlik.

## Története
A ladin nyelv, mint sok másik újlatin nyelv és nyelvváltozat az Alpokban beszélt vulgáris latinból alakult ki. Egyes elméletek szerint egyfajta protorétoromán nyelv dialektusából alakulhatott ki, de hogy létezett-e ilyen nyelv, azt számos nyelvész és történész vitatja. A ladin nyelv valaha sokkal nagyobb területen terjedt el, de a 6. századtól északról a bajor bevándorlás, míg délről a galloromán nyelvek előretörése miatt kiszorult, ezért csak a hegyvidéki völgyekben tudott fennmaradni, ahol a lakosság jóval zártabb körülmények között élt.
A középkorban a legtöbb ladin nyelvű Tirolban élt, a Brixeni Hercegpüspökség (ma Bressanone) területén (a Habsburg Birodalom részeként), leszámítva Cadorét, ami a Velencei Köztársasághoz tartozott. A 19. századtól németesítés folyt a ladinok között. Az első világháborút követően Olaszország annektálta Dél-Tirolt, így a ladin nyelvű településeket is. Ekkor a ladin nyelvet olasz dialektussá nyilvánították és az olasz irodalmi nyelvet erőltették a hatóságok. Megjegyzendő azonban, hogy az Habsburg-uralom idején is olasznak nevezték a ladinokat. Benito Mussolini uralma idején még erőteljesebben folyt az olaszosítás, ekkor a ladin nyelvű helyneveket is átalakították az olasz nyelv hangtani és nyelvtani jellegzetességei szerint, s megtiltották a ladin és olasz identitás megkülönböztetését.
A második világháború után Dél-Tirol autonómiát nyert Olaszországtól, de ez csak a német nyelvű közösségre vonatkozott, a ladin nyelvet továbbra sem ismerték el. Csak a második 1972-es autonómia statútum ismerte el, hogy a ladin egy külön nyelv, ennek megfelelően pedig biztosították Olaszországban az egyéni jogait.
Az 1990-es években az olasz parlament további törvényeket és rendeleteket fogadott el a ladin nyelv védelmében. A település- és utcanévtáblák kétnyelvűek lettek, az iskolákban ladin nyelvű oktatás indult. Mindez persze csak a dél-tiroli ladinokat érintette, a Veneto régióban élő beszélők sokáig nem élveztek ilyen kiváltságokat. 2007-ben emiatt az Ampezzói-völgy és két másik ladin település népszavazáson úgy döntött, hogy inkább Dél-Tirolhoz kíván csatlakozni, Veneto vezetése azonban elutasította.
A ladinok jelenleg azért küzdenek, hogy településeik ne különböző közigazgatási régiók között legyen felosztva, hanem egységes autonóm terület formájában egyesülhessenek.

## Jellemzői
Hangtanilag és nyelvtanilag alapvetően nem tér el a nyugati újlatin nyelvektől (leníció, a többes szám képzése -s hozzáadásával stb.), azonban azoktól eltérő sajátossága, hogy a c-t e és i előtt nem c-nek vagy sz-nek, hanem cs-nek ejtik, mint a friuliban és az olaszban, vagy a románban.

## Nyelvi példa

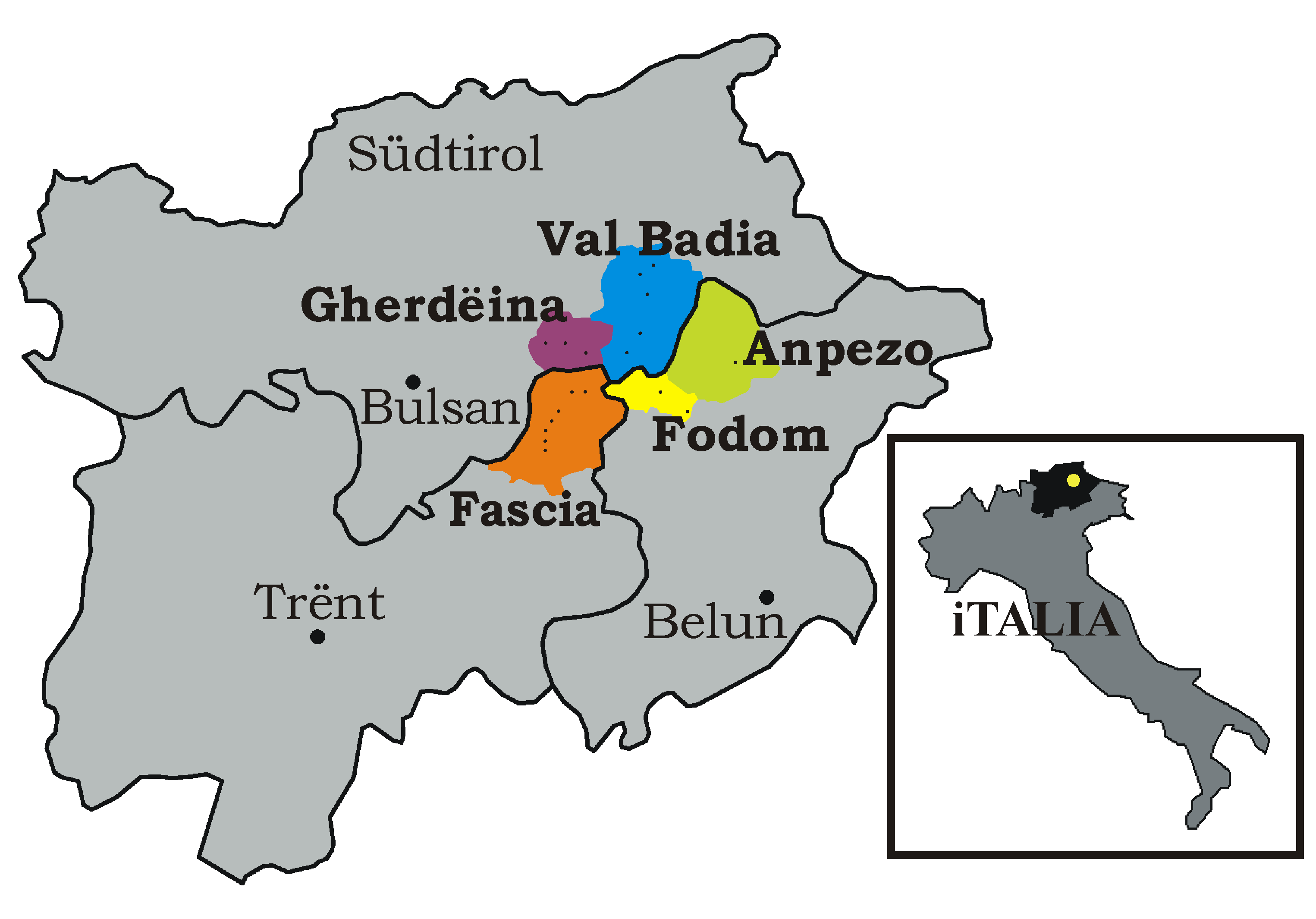
A ladin nyelvterület Olaszországban

- A tőszámnevek 1-től 10-ig:

un, doi, trei, cater, cinch, sie, set, ot, nef, diesc.
- Hosszabb szövegminta:

„Duc i Ladins sá che l lé (o lech) dl ergabuan é l Lé de Careza. Chest é conesciú lonc y lerch per si biei colours che muda demeztroi dal vert-fresch al cuecen-scarlat, y dal blé dl ciel al ghel-or; per chesta mudazion de colours él vegnú batié "Lé dl Ergabuan", dai colours dla irida/cogola dl uedl. An conta che chel lé fova n iade abité da na "gana" che ova l corp da pesc y l cef da persona, desche an se imaginova da zacan na ninfa. N salvan che abitova te cheles selves, che scluj ite chest pice lé desche na perla, se ova inamoré da perde l cef te chesta bela muta-ninfa; ma dut debant! Per la tré a se, se ova l salvan pensé de fé n gran ergabuan con i colours plu biei che se destenova fora da la piza dl Latemar enfin ju tl lech; ma la ninfa ne se ova empone lascé pié. Dal gran senn, l Salvan, che ova fat con tant de fadia sie beliscim laour, ova n dí tout l ergabuan, l ova desfat en tant de fruzies y l ova spo sciulé tl lech. Da chel moment á l lé giaté duc chi biei colours che al à enfin aldidancuei.”

- Néhány példamondat:

```
Jó napot.          Bon dí.
Jó éjszakát.       Bona nuet.
Hogy vagy?         Co vala?
Ma mit csinálsz?   Ce fesa ncuei?
Köszönöm.          Gramarzé.
```